# Mount Dwyer
Mount Dwyer är ett berg i Antarktis. Det ligger i Östantarktis. Australien gör anspråk på området. Toppen på Mount Dwyer är 1 716 meter över havet.
Terrängen runt Mount Dwyer är platt åt nordost, men åt sydväst är den kuperad. Trakten är obefolkad. Det finns inga samhällen i närheten. 